# Колгоспний провулок
Колго́спний прову́лок — зниклий провулок, що існував у Дарницькому районі міста Києва, місцевість Позняки. Пролягав від Колгоспної вулиці до кінця забудови.

## Історія
Виник у першій половині XX століття (не пізніше кінця 1930-х років) під назвою Пролетарська вулиця. На карті міста 1943 року позначений як частина великої Сінокосної вулиці. Назву Колгоспний провулок отримав 1955 року. 
Ліквідований наприкінці 1980-х — на початку 1990-х років у зв'язку з частковим знесення забудови колишнього села Позняки (Нові Позняки) і початком забудови житломасиву Позняки.
Нині на місці колишнього провулку — забудова кварталу вздовж початкової частини вулиці Драгоманова (парний бік).